# アメ女
アメ女(あめじょ)は、沖縄、特に米軍基地近くの地域で、アメリカ兵（一般に白人）と性的関係を持つ女性を指す軽蔑的な日本語。

## 概要
Sheridan Prassoは、アメ女について次のように述べている。

### 語源
沖縄のことばでいう「アメリカじょうぐ」に由来するとされる。沖縄で「じょうぐ(ー)」と言えば、「〇〇じょうぐー」で「〇〇が好きな人」を意味する。
語源について、「アメリカ女子」の略であるという説明もなされるが、野入直美は明確に否定する。「米兵の男をもっぱらに追いまわす女」「アメリカ人なら誰でも相手にする尻軽女」を含意しており、戦勝者である米兵に婿びを売る女という蔑称である。野入は、沖縄以外でも用いられた「パンパン」という蔑称に近いとする。沖縄に駐留するアメリカ軍人の間では、アメ女という単語は「アメリカ人の追っかけ」または「夜更かし」を表すようになった。

### アメ女が生まれる背景
日本経済新聞那覇支局長だった大久保潤は「『門中』という男系子孫を重視する血縁集団が存在したり、位牌は長男が引き継ぐなど、男尊女卑文化ともいえる沖縄社会を敬遠して米兵に憧れる女性が多くいる」とする。
ノンフィクション作家の中村淳彦によると、現在でも沖縄の日本人男性はアメ女を嫌うというが、アメ女の側も沖縄の日本人男性に魅力を感じない。アメリカ兵と交際する動機として、「パワフルさや自己主張をはっきりとするアメリカ兵に魅かれた」「英語の勉強を兼ねる」などがある。
また、日本人男性にモテない日本人女性が米兵に声を掛けられることで恋愛が成立するという議論もある。ライターの今中里枝によるとアメ女たちは「デブ系」「ブス系」「ネクラ系」の3種類に分類される。このようなモテないアメ女は日本人男性と恋愛する機会はない。

### 黒女
狭義のアメ女は白人アメリカ兵と交際する女性であるが、類語として黒人アメリカ兵と関係を形成する女性もアメ女と見なされる。しばしば黒女(こくじょ)とよばれる。なお、沖縄の米兵にはアジア系はそれほど多く含まれていない。
Sheridan Prassoの発言を再度引用する。

### その他
アメ女たちの間では、海兵隊員（車を所有できなかったり兵舎に住んでいたりする）よりも空軍軍人（車が所有できてプライバシーのある寮に住む）の方が人気がある。アメ女と米兵の交際は多くの場合は遊びとしての恋愛・セックスであり、結婚を前提に交際している例は少ないとされる。